# Stajo
Stajo oder Staro war ein Volumenmaß in der Region Dalmatien/Ragusa und wurde als Getreidemaß genommen. Das Maß Stajo gilt als Venezianisches und glich dem Trestiner Staro. 
Im Vergleich: 1,35465 Wiener Metzen entsprach 83,3172 Liter
Bei der Berechnung der Steuer
- Zadar, Spalato 1 Variciaki/Variciachi = 10 Decimi/Zehntel
- 1 Stajo = 7 ½ Variciaki
- 1 Stajo = 75 Zehntel/Decimi

Außeramtlich 
- 1 Stajo = 8 Variciaki

allgemein in den Regionen
- Insel Arbe 1 Mina = 2/13 Stajo = 8 Dixvizze (Variciaki) = 0,2084 Metzen (Wien) = 646,19 Pariser Kubikzoll = 12,8180 Liter
- Pago 1 Moggio = 8 Mezzeni = 4 Stajo (Venedig) = 5,417 Metzen (Wien) = 16800,9 Pariser Kubikzoll = 333,2688 Liter
  - 1 Mezzeno = ½ Stajo (Venedig) = 0,677 Metzen (Wien)
- Cattaro 1 Cupello = 4 Quarterolli = ¼ Stajo (Venedig) = 0,3387 Metzen (Wien) = 1050,06 Pariser Kubikzoll = 20,8293 Liter
- Zadar, Obrovac 1 Quarta zaratina/Viertel = 4 Cetvertali = 8 Poluciaki = 1 3/5 (od. 1,6)  Stajo (Venedig) = 2,1674 Metzen (Wien) = 6720,36 Pariser Kubikzoll = 133,3075 Liter
  - 5 Quarte zaratine = 8 Stajo (Venedig)
- Ragusa 1 Quarta di Raglisa = 6 Cupelli = 16 Bagas = 1 ⅓ Stajo (Venedig) = 1,8062 Metzen (Wien) = 5600,30 Pariser Kubikzoll = 111,0896 Liter
- Šibenik, Scardona, Dernìs, Knin, Verlica 1 Quarta sebenzana/Viertel = 4 Variciaki = 20 Okken = 14/33 (od. 0,42424) Stajo (Venedig) = 0,574 Metzen (Wien) = 1781,91 Pariser Kubikzoll = 35,3467 Liter
- Trau 1 Quarta traurina/Viertel = 277/300 (od. 0,92333) Stajo (Venedig) = 1,2508 Metzen (Wien) = 3878,20 Pariser Kubikzoll
- Spalato, Sign 1 Quarta spalatina/Viertel = 8 Variciaki = 307/320 (od. 0,959375) Stajo (Venedig) = 1,2996 Metzen (Wien) = 4029,59 Pariser Kubikzoll = 79,9324 Liter
- Makarska, Omiš, Imotski 1 Quarta macarana/Viertel  = 4 Variciaki = 24 Bucare = 16/25 (od. 0,64) Stajo (Venedig)  = 0,867 Metzen (Wien) = 2688,14 Pariser Kubikzoll = 53,3230 Liter
- Curzola 1 Quarta Curzolana/Viertel = 4 Quartaroli = 1/7 Stajo (Venedig) = 0,1935 Metzen (Wien) = 600,03 Pariser Kubikzoll = 11,90246 Liter
- Brač, Lesina, Lissa 1 Quarta Lesiniana/Viertel = 4 Quartuzzi = 3/7 Stajo (Venedig) = 0,3870 Metzen (Wien) = 1200,06 Pariser Kubikzoll = 23,8049 Liter